# Chasmichthys gulosus
Chasmichthys gulosus és una espècie de peix de la família dels gòbids i de l'ordre dels perciformes.

## Morfologia
- Els mascles poden assolir 11,7 cm de longitud total.
- Nombre de vèrtebres: 33.[4][5]

## Hàbitat
És un peix de clima temperat i demersal que viu entre 0-2 m de fondària.

## Distribució geogràfica
Es troba al Japó, Corea i el Mar Groc.

## Observacions
És inofensiu per als humans.